# John Philip Kemble
John Philip Kemble (Prescot, 1º febbraio 1757 – Losanna, 26 febbraio 1823) è stato un attore teatrale e impresario teatrale inglese.

## Biografia
Figlio di Roger Kemble e fratello della celebre attrice Sarah Kemble, studiò in seminario ma rifiutò di vestire l'abito, resosi conto di non avere vocazione. Si diede così al teatro, debuttando nel 1776. Recitò nei principali ruoli della produzione drammaturgica in lingua inglese, ottenendo così largo consenso da farlo, in breve tempo, scalare al successo e ottenendo ingaggi da primo attore in teatri londinesi come il Drury Lane ed il Covent Garden, di cui fu anche direttore. Fu direttore di scena per il drammaturgo ed impresario Richard Brinsley Sheridan al Drury Lane ed apportò delle modifiche di notevole importanza alle messinscene, adattando ad esempio gli abiti all'epoca rappresentata: le sue modifiche furono però colme di errori com'è tipico nelle sperimentazioni, al punto che il pubblico non le vide di buon occhio.